# Spooky Lady's Sideshow
Spooky Lady's Sideshow es el quinto álbum de estudio en solitario de Kris Kristofferson. Fue publicado en mayo de 1974 a través del sello discográfico Monument Records.
Fue precedido y seguido por álbumes a dúo con su esposa, Rita Coolidge. Fue grabado poco después de la aparición de Kristofferson en la película Pat Garrett and Billy the Kid. El álbum consta principalmente de canciones sobre el deterioro debido al abuso de alcohol y drogas. Ese tema del declive resultó ser (involuntariamente) profético, ya que este fue el primer álbum de Kristofferson que no logró tener éxito comercial a gran escala.

## Antecedentes
1973 fue la cúspide de Kristofferson con respecto al éxito comercial. Su álbum a dueto con su esposa Rita Coolidge encabezó la lista de álbumes country, y su álbum anterior en solitario, Jesus Was a Capricorn, obtuvo disco de oro, en gran parte gracias al éxito sorpresa de góspel «Why Me». Además de ser uno de los compositores más exitosos y respetados en el negocio, Kristofferson también fue una estrella de cine, ya que apareció en Blume in Love y protagonizó en Pat Garrett and Billy the Kid de Sam Peckinpah. Aunque el inventario comercial de Kristofferson era alto, algunos críticos sostuvieron que la calidad de su composición estaba disminuyendo debido a su preocupación con Hollywood.

## Grabación y contenido

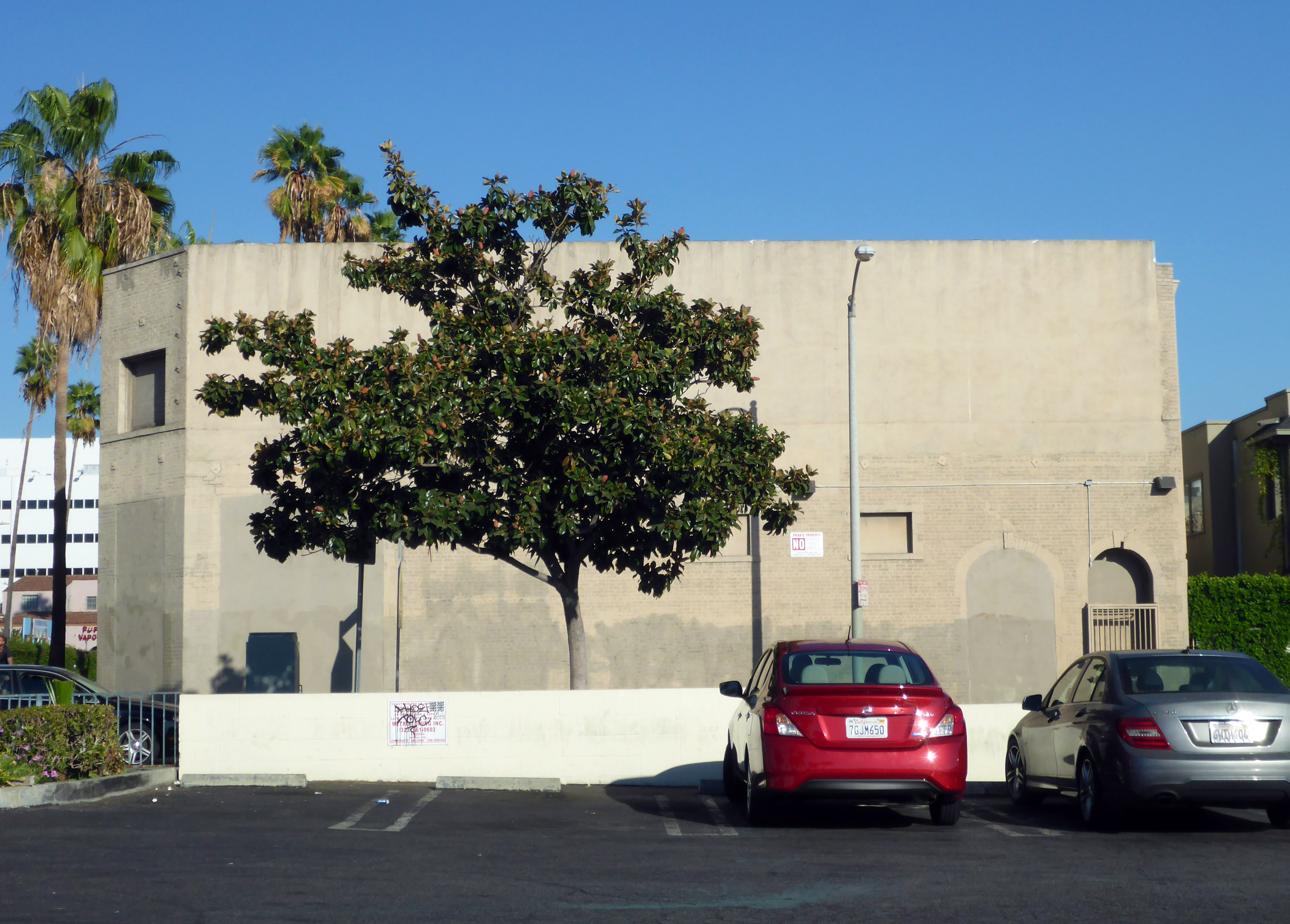
Sunset Sound Recorders en Hollywood, California, uno de los estudios donde el músico grabó Spooky Lady's Sideshow.

Con el lanzamiento de Spooky Lady's Sideshow, Kristofferson comenzaría un declive comercial y nunca más alcanzaría las ventas que había tenido hasta ese momento. En lugar de grabar con el productor Fred Foster en Nashville, el cantante optó por grabar con el productor de Coolidge, David Anderle, en Sunset Sound en Los Ángeles, y el LP resultante, intercalado entre dos álbumes a dueto con su esposa Coolidge en 1973 y 1974, trata casi exclusivamente de disipación y decadencia, hasta el punto de que podría verse como un álbum conceptual. Como observó William Ruhlmann en su reseña del LP en AllMusic, “Una y otra vez, Kristofferson cantó sobre personajes y sobre él mismo (o, en cualquier caso, en la personalidad de un narrador en primera persona) yendo cuesta abajo mientras consumía licor y drogas. Desde la parte posterior de la portada del álbum, que estaba adornada con críticas negativas ficticias, hasta títulos de canciones como «Star-Spangled Bummer (Whores Die Hard)» y «Stairway to the Bottom», el álbum era un retrato del exceso y el deterioro”. La naturaleza completamente poco comercial del álbum dejó a Monument buscando un éxito potencial, por lo que el ruidoso «I May Smoke Too Much» fue lanzado como sencillo, pero fracasó, y Spooky Lady's Sideshow se convirtió en el LP más breve del cantante en la lista de álbumes de todos los géneros, aunque se posicionó entre los 10 primeros en las listas country.
El álbum utilizó a los mejores músicos de sesión, lo que permitió a Kristofferson y Anderle probar una variedad de estilos e inyectar el tipo de variedad contra la que luchaba la entrega vocal de Kristofferson, mientras que la forma de tocar el órgano de Mike Utley contribuía con un sonido suelto y dylanesco y, en ocasiones, un contagioso ritmo de jazz y blues, como en «Late Again». Los temas tratados – la libertad, el diablo, Jesucristo – no eran nuevos en las canciones de Kristofferson, pero los paisajes en estas canciones eran incesantemente sombríos, como señala el biógrafo Stephen Miller en su libro Kristofferson: The Wild American:

“En general, el tema era pesimista – en «Stairway to the Bottom», Kristofferson revisó el personaje de un mujeriego, mientras que en «Same Old Song», interpretó el papel de una historia de éxito hastiada que descubre que estar en la cima del resto trae un nuevo conjunto de problemas, algo que también se aborda de manera similar en «Shandy (The Perfect Disguise)». Aunque las letras están imbuidas de una sabiduría enigmática, existe la sensación de que Kristofferson se está esforzando demasiado y no logra recrear el tipo de resultados aparentemente sin esfuerzo que logró en canciones como «Me and Bobby McGee»”.

Kristofferson versionó «Lights of Magdala», una composición poética de Larry Murray que contenía connotaciones religiosas, y coescribió dos de las pistas del álbum con Roger McGuinn y Bob Neuwirth, dando más crédito a la inclinación del álbum por celebrar el estilo de vida del rock & roll. Comenzando con Spooky Lady Sideshow, Kristofferson culparía de su crisis comercial a la falta de apoyo promocional de Monument en lugar de a su carrera como actor, y descartó la idea de que debería dejar Hollywood, bromeando más tarde: “¡Estaba haciendo películas, en una bañera con Barbra Streisand! Dije: ‘¡Qué! ¿Dejar esto?’”.

## Lista de canciones
Todas las canciones escritas y compuestas por Kris Kristofferson, excepto donde esta anotado. 
| Lado uno |                                          |              |          |  |
| N.º      | Título                                   | Escritor(es) | Duración |  |
| 1.       | «Same Old Song»                          |              | 3:15     |  |
| 2.       | «Broken Freedom Song»                    |              | 5:23     |  |
| 3.       | «Shandy (The Perfect Disguise)»          |              | 3:37     |  |
| 4.       | «Star-Spangled Bummer (Whores Die Hard)» |              | 3:31     |  |
| 5.       | «Lights of Magdala»                      | Larry Murray | 3:40     |  |
| 6.       | «I May Smoke Too Much»                   |              | 3:06     |  |

| Lado dos |                                 |                                                          |          |  |
| N.º      | Título                          | Escritor(es)                                             | Duración |  |
| 1.       | «One for the Money»             |                                                          | 3:00     |  |
| 2.       | «Late Again (Gettin' over You)» |                                                          | 3:25     |  |
| 3.       | «Stairway to the Bottom»        |                                                          | 3:25     |  |
| 4.       | «Rescue Mission»                | Kristofferson Roger McGuinn Bob Neuwirth Seymour Cassell | 3:21     |  |
| 5.       | «Smile at Me Again»             | Kristofferson Stephen Bruton                             | 3:32     |  |
| 6.       | «Rock and Roll Time»            | Kristofferson McGuinn Neuwirth                           | 4:54     |  |

## Créditos y personal
Créditos adaptados desde las notas de álbum de Spooky Lady's Sideshow.
Músicos
- Kris Kristofferson – voces, guitarra
- Jerry McGee – guitarra acústica y eléctrica, sitar, armónica, dobro, coros
- Mike Utley – teclados, coros
- Lee Sklar – bajo eléctrico
- Sammy Creason – batería
- Bobbye Hall – percusión
- Jim Horn – saxofón
- Jackie Kelso – saxofón
- Chuck Findley – trombón
- Dick Hyde – tuba, trombón
- Rita Coolidge – coros
- Herb Pederson – coros
- Larry Murray – coros
- John Beland – coros
- Terry Paul – coros

Personal técnico
- David Anderle – productor, mezclas
- John Haeny – ingeniero de audio
- Tommy Vicari – ingeniero de audio
- Kent Nebergall – ingeniero de audio
- Reed Stanley – ingeniero de audio
- Brian Dall'Armi – ingeniero de audio, mezclas
- Doug Sax – masterización
- Bob Jenkins – fotografía
- Jimmy Wachtel – diseño